# 障碍赛 (赛马)

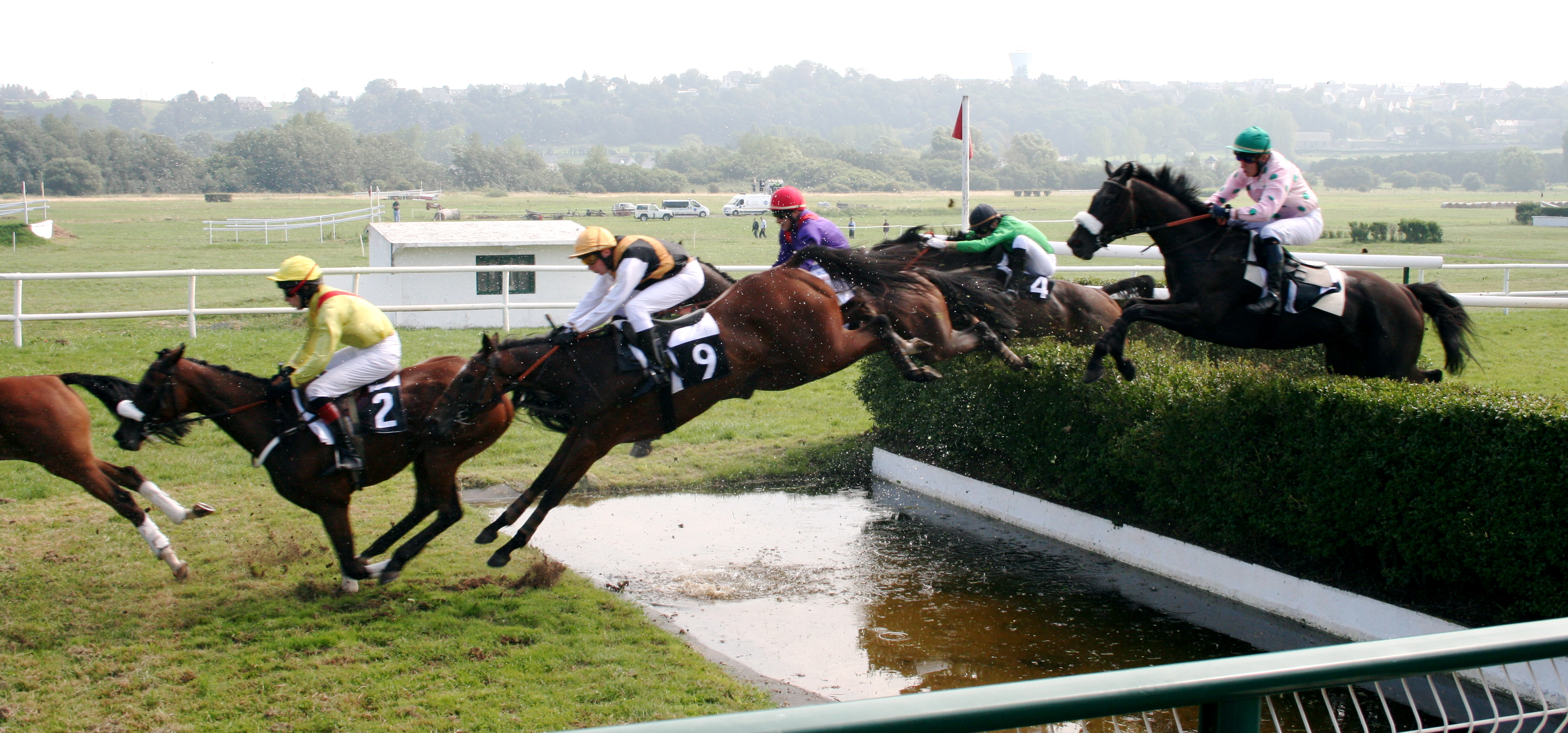
障碍赛

障碍赛是一项长距离賽馬比賽，参赛者必须騎著馬跳过各种栅栏和沟渠障碍物。障碍赛起源于18世纪的爱尔兰。 英格兰首次有记录的障碍赛于1792年在莱斯特郡举行。 